# 沙托奈
沙托奈（法語：Châtonnay，法語發音：[ʃatɔnɛ]）是法国伊泽尔省的一个市镇，位于该省西北部，属于维埃纳区。

## 地理
沙托奈（45°29'9"N, 5°12'25"E）面积31.84 平方千米，位于法国奥弗涅-罗讷-阿尔卑斯大区伊泽尔省，该省份为法国东南部内陆省份，北起顺时针与安省、萨瓦省、上阿尔卑斯省、德龙省、阿尔代什省、卢瓦尔省和罗讷省。
与沙托奈接壤的市镇（或旧市镇、城区）包括：尚皮耶、埃克洛斯-巴迪尼耶尔、略迪约、梅里约莱塞唐、热尔翁德河畔圣安娜、圣让德布尔奈、波特德博讷沃。

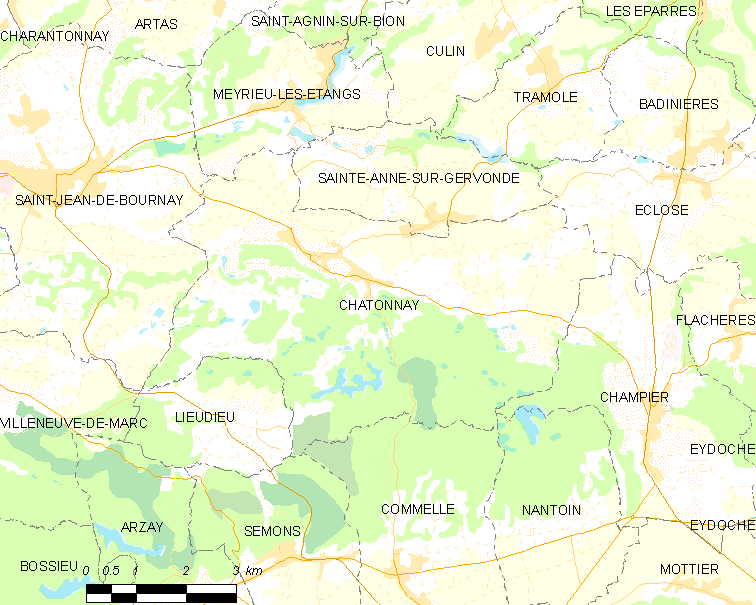
沙托奈的OSM定位图

沙托奈的时区为UTC+01:00、UTC+02:00（夏令时）。

## 行政
沙托奈的邮政编码为38440，INSEE市镇编码为38094。

## 政治
沙托奈所属的省级选区为比耶夫尔县。

## 人口

1962-2008年间沙托奈人口变化图示

沙托奈于2022年1月1日时的人口数量为1958人。